# Asfixia
Asfixia (do grego asphyxía, "falta de pulso") ou sufocação é a dificuldade respiratória que leva à falta de oxigênio no organismo. Pode ser causada por:
- Baixo conteúdo de oxigênio do ar ambiente;
- Obstáculo mecânico das vias respiratórias ou dos pulmões.[1]

## Pena de morte
A asfixia já foi utilizada como método de aplicação da pena de morte através da forca, do garrote vil e da câmara de gás.

## Primeiros socorros

### Procedimentos em Caso de Asfixia Mecânica
Se presenciar uma situação de asfixia mecânica, é crucial agir rapidamente e com eficácia. Chame imediatamente um serviço médico de emergência. Em alguns países, como os EUA, existem também socorristas voluntários treinados que podem auxiliar enquanto a ajuda profissional não chega.

### Procedimento para aManobra de Heimlich
1. Posicione-se atrás da pessoa que está sofrendo a asfixia.
2. Coloque seus braços em volta dela de forma que fiquem acima da linha da cintura.
3. Feche uma mão em punho e posicione-a um pouco acima do umbigo, mas abaixo do esterno.
4. Com a outra mão, segure o punho fechado e faça um movimento forte e rápido para dentro e para cima, como se tentasse levantar a pessoa pelo diafragma.
5. Se a obstrução não se resolver após a primeira tentativa, repita o movimento até que o corpo estranho seja expelido ou até que o socorro médico chegue.[4][5]